# Dubravka Jurlina Alibegović
Dubravka Jurlina Alibegović (Zagreb, 5. studenog 1963.), ravnateljica je Ekonomskog instituta i ministrica uprave Republike Hrvatske u Vladi Tihomira Oreškovića.

## Životopis
Dubravka Jurlina Alibegović rođena je u Zagrebu 5. studenog 1963. godine. Godine 1978. završava osnovnu školu u Zagrebu, a četiri godine kasnije srednju ekonomsku školu, također u Zagrebu. U listopadu 1986. godine diplomirala je na Ekonomskom fakultetu u Zagrebu. 1992. je magistrirala, a u travnju 2006. i doktorirala na istom fakultetu.
Godine 1987. zapošljava se na Ekonomskom institutu kao voditeljica Odjela za javne financije i financijskih sustava. 2000. godine napušta Institut te radi kao zamjenica ministra u Ministarstvu znanosti i tehnologije. Nakon tri godine vraća se na Institut, ovaj put kao pomoćnica ravnatelja. 2013. na položaju ravnateljice zamjenjuje Sandru Švaljek.
Napisala je mnoštvo znanstvenih radova, a autorica je i više knjiga i udžbenika. Osim hrvatskoga govori i engleski i njemački.

## Vanjske poveznice
- Službene stranice Vlade RH